# 夸蒂普魯
夸蒂普魯（葡萄牙語：Quatipuru），是巴西的城鎮，位於該國北部，由帕拉州負責管轄，始建於1997年1月1日，面積324.25平方公里，海拔高度29米，2010年人口12,411，人口密度每平方公里38.28人。